# Ceropegia ahmarensis
Ceropegia ahmarensis ist eine Pflanzenart aus der Unterfamilie der Seidenpflanzengewächse (Asclepiadoideae). Sie ist in den Ahmar-Bergen von Somalia endemisch.

## Merkmale

### Vegetative Merkmale
Ceropegia ahmarensis ist eine ausdauernde aufrecht wachsende Pflanze mit sukkulenten, kletternden Trieben. Die Triebe messen bis 3 Millimeter im Durchmesser und sind kahl. Die abstehenden Blätter sitzen auf 3 bis 4 Millimeter langen Blattstielen und sind randlich flaumig behaart. Die wenig sukkulenten, kahlen Blattspreiten sind schmal-eiförmig, an der Basis gerundet-keilförmig und am Ende zugespitzt. Die Ränder sind mit feinen Zilien besetzt. Sie messen 12 bis 17 Millimeter in der Länge und 5 bis 6 Millimeter in der Breite. Die Internodien werden bis etwa 6 Zentimeter lang.

### Blütenstand und Blüten
Der scheindoldige Blütenstand mit bis zu vier Blüten ist kurz gestielt, der Stiel kann bis zu 4 mm lang sein. Die Tragblätter sind pfriemlich, bis ein Millimeter lang. Die zwittrigen Blüten sind zygomorph und fünfzählig mit doppelter Blütenhülle. Sie entwickeln sich nacheinander. Die kahlen Blütenstiele werden bis 3 Millimeter lang. Die Kelchblätter sind pfriemlich geformt, 2 mm lang, an der Basis 0,5 mm breit und kahl. Die Spitzen stehen ab. Die gebogene, aufrecht stehende Krone unbekannter Farbe ist 24 mm hoch. Der Kronkessel ist schmal-eiförmig und misst 17 × 4 mm. Er geht graduell in die 2 mm im Querschnitt messende schlanke Kronröhre über. Die außen kahle Blütenkrone wird zum oberen Ende hin breiter, erweitert sich bis auf 3 mm zur Öffnung der Blütenkrone hin. Innen ist sie in der Mündung spärlich mit nach unten in die Röhre weisenden Haaren besetzt. Die Kronblattzipfel sind in der Form linealisch, 7 mm lang und 1,5 mm breit und an den oberen Enden verwachsen. Sie bilden somit eine ellipsoide, käfigartige „Fensterblüte“, die bis auf 6,5 mm Durchmesser anschwillt. Die Lamina der Zipfel sind entlang der Mittelachse leicht nach außen gebogen und bilden so eine flache Längsfurche in Richtung der Längsachse. Die an der Basis tassenförmige Nebenkrone besitzt einen kurzen Stiel; 3,2 mm breit und 1,5 mm hoch. Die interstaminalen (äußeren) Nebenkronblattzipfel sind zu konkaven Taschen modifiziert, die freien Zipfel weisen zwei zahnartige, aufrechte, 0,7 mm lange Fortsätze auf, die innen mit langen, nach innen zeigenden Zilien versehen sind. An der Basis sitzen abstehende, nadelförmige Haarbüschel.
Die aufrecht stehenden, sich über dem Griffelkopf zusammen neigenden staminalen Nebenkronblattzipfel besitzen eine spatelige Form und messen 2,5 mm in der Länge und 0,3 mm in der Breite. Sie sind am oberen Ende mit kurzen, flaumigen Haaren versehen. Die Staubbeutel (Antheren) sind subquadratisch und überragen den Griffelkopf. Das gelbliche, ellipsoide Pollinium misst 0,3 × 0,15 mm.

### Früchte und Samen
Früchte und Samen sind bisher noch nicht beschrieben.

## Geographische Verbreitung und Ökologie
Das bisher einzig bekannte Exemplar wurde in Ga-an Libah in den Ahmar-Bergen in Nordwestsomalia in einem Buxus-Juniperus-Wald in 1650 m über dem Meeresspiegel gesammelt.